# Jugoslovanska hokejska liga 1987/88
Sezona 1987/88 jugoslovanske hokejske lige je bila petinštirideseta sezona jugoslovanskega prvenstva v hokeju na ledu. Naslov jugoslovanskega prvaka so triindvajsetič osvojili hokejisti slovenskega kluba HK Jesenice. 

## Končni vrstni red
1. HK Jesenice
2. HK Olimpija Ljubljana
3. HK Partizan Beograd
4. KHL Medveščak
5. HK Vojvodina Novi Sad
6. HK Crvena Zvezda
7. HK Cinkarna Celje
8. HK Kranjska Gora
9. HK Bosna Sarajevo
10. HK Makoteks Skopje